# 高城胤忠
高城 胤忠（たかぎ たねただ、？ - 天文15年（1546年）4月25日）は、戦国時代の武将。高城胤吉の父といわれていて、下野守、治部少輔。高城越前守の次男か。

## 生涯
胤忠に関する史料がほとんど残されていないため、その経歴・活動に関しては不明な点が多い。
『快元僧都記』によると、永正14年（1517年）、後の小弓公方・足利義明が小弓城の小弓原氏を攻めて陥落させると、その家臣であった高城氏の「越前守父子」が死亡、「同下野守」が逐電したという。この下野守は胤忠のこととされており、この後西下総に移って小金城に入城し、高城氏の嫡流として勢力をふるったという。小弓公方と古河公方の抗争では、古河方につき、戦いの最前線を守った。国府台の戦いで足利義明が倒れると、それまで主人であった原氏から自立し、「小金領」と呼ばれる領地を支配した。1546年（天文15年）4月25日、小金城で没する。